# Округ Невејда (Арканзас)
Округ Невејда (енгл. Nevada County) је округ у америчкој савезној држави Арканзас. По попису из 2010. године број становника је 8.997. Седиште округа је град Прескот.

## Демографија
Према попису становништва из 2010. у округу је живело 8.997 становника, што је 958 (9,6%) становника мање него 2000. године.
| Група             | 2000.         | 2010.         |
| Белци             | 6.618 (66,5%) | 5.861 (65,1%) |
| Афроамериканци    | 3.104 (31,2%) | 2.764 (30,7%) |
| Азијати           | 6 (0,1%)      | 23 (0,3%)     |
| Хиспаноамериканци | 151 (1,5%)    | 220 (2,4%)    |
| Укупно            | 9.955         | 8.997         |